# SN 2005dq
SN 2005dq – supernowa typu II odkryta 30 sierpnia 2005 roku w galaktyce UGC 12177. W momencie odkrycia miała maksymalną jasność 17,90m.